# Cafu
»Cafu« (s pravim imenom Marcos Evangelista de Moraes), brazilski nogometaš, * 7. junij 1970, São Paulo, Brazilija.
Cafu je nekdanji nogometni branilec, ki je v svoji karieri igral za São Paulo, Real Zaragozo, Juventude, Palmeiras, Romi in AC Milan ter brazilsko reprezentanco.